# 我为喜剧狂 (第1季)
《我为喜剧狂》是美国的一部情景喜剧，第1季于2006年10月11日至2007年4月26日通过全国广播公司在美国播出，一共有21集。这一季由百老汇视频、NBC环球和里特·斯詹奇（Little Stranger）制作，节目主创人蒂娜·菲和洛恩·迈克尔斯（Lorne Michaels）、乔安·阿尔法诺（Joann Alfano）、马尔西·克莱恩（Marci Klein）、大卫·迈纳（David Miner）担任执行制片人。
《我为喜剧狂》的剧情主要围绕一档虚构的全国广播公司喜剧小品《与崔西·乔丹》展开，菲娜·菲扮演女主角，节目首席编剧丽兹·莱蒙（Liz Lemon）。全部21集中有19集约22分钟长，另外两集属于全国广播公司的“超长”情景喜剧，有26分钟长。整季的播出时段先后进行过两次调整。起初的4集于每周星期三的20:00播出，之后13集改在每周星期四21:30播出，最后4集再次调整到每周四21:00播出。
这一季获得了电视评论员较为正面的评价，共计得到了10项艾美奖提名，其中有6项是黄金时段艾美奖提名。但是节目的收视率却并不是很理想，全部21集中平均每集在美国首播时有约580万观众收看。2007年9月4日，《我为喜剧狂》第1季发行了第1区的，后又于2008年3月17日发行第2区。

## 剧情
丽兹·莱蒙是全国广播公司喜剧小品《女生秀》的首度编剧，新任上司，通用电气副总裁杰克·唐纳吉一上任就决定请电影明星崔西·乔丹加入该节目的演出，之后还将节目的名称改为《与崔西·乔丹》。原本的女主角简娜·玛隆妮对此很不高兴，觉得崔西抢了自己的风头。《我为喜剧狂》第1季的故事就主要是围绕这个节目及其相关的人物展开，丽兹先后和丹尼斯·达菲、弗洛伊德·德巴伯展开恋情，杰克之后与菲比订婚，但婚约最终取消。杰克总是一副丽兹的导师形象，但等到他要上镜头表演或是遇到麻烦时，还是需要丽兹的帮助。节目每集都有多位演员客串演出，其中许多都曾是全国广播公司现实生活中的电视节目《周六夜现场》的演员，还有不少人是以自己的真实身份出镜。

## 剧组
《我为喜剧狂》的第1季由百老汇视频、里特·斯詹奇和NBC环球制作，2006年10月11日至2007年4月26日通过全国广播公司在美国播出，执行制片人包括蒂娜·菲、洛恩·迈克尔斯、乔安·阿尔法诺、马尔西·克莱恩和大卫·迈纳，还有布雷特·贝尔（Brett Baer）、戴夫·芬克尔（Dave Finkel）、杰克·布迪特（Jack Burditt）和約翰·瑞吉出任助理执行制片人。罗伯特·卡洛克（Robert Carlock）从《试播集》开始直至第12集《黑领带》期间代理担任助理执行制片人，之后卡洛克从《熬夜》开始成为执行制片人，仅有《C开头的那个词》例外。这一季的制片人包括杰夫·里士满（Jeff Richmond）、杰里·库普夫（Jeff Richmond）和艾琳·伯恩斯（Irene Burns），另有马特·哈伯德（Matt Hubbard）和黛安娜·施密特（Diana Schmidt）任助理制片人。
这一季一共有8位导演，编剧成员包括蒂娜·菲、约翰·瑞吉、罗伯特·卡洛克、杰克·布迪特、戴夫·芬克尔、布雷特·贝尔、马特·哈伯德和凯·加农（Kay Cannon），此外黛茜·嘉德纳（Daisy Gardner）客串与罗伯特·卡洛克合作为《源头奖》编剧。亚当·伯恩斯坦（Adam Bernstein）、盖尔·曼库索（Gail Mancuso）、唐·斯卡迪诺（Don Scardino）、迈克尔·英格勒（Michael Engler）和贝丝·麦卡锡-米勒（Beth McCarthy-Miller）都执导了至少两集节目，他们也都是本季的监督制片人。另外还有丹尼·戈登（Dennie Gordon）、斯科特·艾利斯（Scott Ellis）和胡安·J·坎帕内利亚都为这季执导了一集节目。

## 演员
蒂娜·菲与詹妮弗·麦克纳马拉（Jennifer McNamara）和亚当·伯恩斯坦一起为剧集选择演员，他们首先就决定由菲亲自扮演女主角丽兹·莱蒙。菲承认丽兹一角和她成为《周六夜现场》首席编剧的经历存在相似之处，特别是她工作的高负荷和关注度。菲请自己在《周六夜现场》的一位演员同事崔西·摩根（Tracy Morgan）饰演崔西·乔丹（Tracy Jordan），后果相信这个角色正是为他“量身定做的”，菲也指出剧中崔西·乔丹的“野性表演”和崔西·摩根在《周六夜现场》中的表现很相似。
菲为自己的朋友杰克·麦克布瑞尔创作了电视台那个天真的杂工肯尼斯·帕塞尔（Kenneth Parcell），麦克布瑞尔也被称赞为“这个节目最耀眼的发现”。菲表示自己“非常希望他出演那个角色，而且非常高兴没有人对此表示反对”。确定麦克布瑞尔出演后，艾力·寶雲获选出演主要负责东岸电视和微波炉编程部门的副总裁杰克·唐纳吉（Jack Donaghy），一个“完全不受审查”的专横人物。菲为艾力·寶雲量身定做了这个角色，所以“当他同意出演时非常惊喜”。《我为喜剧狂》的剧集进展就围绕着“菲出演的丽兹·莱蒙，《女生秀》忙个不停的首席编剧和艾力·寶雲诠释的电视台专横高管杰克·唐纳吉之间你来我往的关系”展开。
贾达·弗雷德兰德（Judah Friedlander）获选出演《女生秀》中的一位编剧弗兰克·罗斯塔诺（Frank Rossitano），参加试镜前他和菲从未见过面。他的角色是基于菲在《周六夜现场》中合作过的至少两位编剧为蓝本创作的，而且他也“无疑给角色带来了一些自己的特色”，比如他的角色总是戴着一顶卡车司机式的棒球帽。剧中丽兹的老友，《女生秀》制片人皮特·霍恩伯格（Pete Hornberger）是基于斯科特·安第斯（Scott Adsit）设计的，后者也同意扮演这个角色。前《周六夜现场》演员瑞秋·德拉彻原本获选在《我为喜剧狂》中扮演简娜·德卡罗（Jenna DeCarlo）一角，并且已经完成了试播集的拍摄，但这集最终没有播出。2006年8月，执行制片人洛恩·迈克尔斯宣布简娜一角将另选演员出演，但德拉彻还是会扮演另一个角色。在最后播出的这集试播集中，她以《女生秀》养猫人的身份出镜。同月晚些时候，全国广播公司宣布已由简·科拉克斯基取代德拉彻出演简娜一角，并且角色的名字也改为简娜·玛隆妮。迈克尔斯表示“大家都为她的加入感到激动不已”，并认为她将成为这个角色的“完美人选”。
除了以上7位主要演员外，这一季中还有多位其他演员的演出，包括扮演编剧图弗·斯帕洛克（Toofer Spurlock）的凯斯·鲍威尔（Keith Powell），饰演演员兼编剧乔什·吉拉德（Josh Girard）的朗尼·罗斯（Lonny Ross）以及出演丽兹小助理施乐·泽洛克斯（Cerie Xerox）一角的卡特里娜·宝登，这三位演员将在第2季中成为主要演员。此外还有扮演乔纳森（Jonathan）一角的马里克·潘考利（Maulik Pancholy），饰演达特·康·斯莱特里（Dot Com Slattery）的凯文·布朗（Kevin Brown）、出演格里兹·格里斯伍德（Grizz Griswold）的格里兹·查普曼（Grizz Chapman），诠释J·D·卢兹的约翰·卢兹（John Lutz）和扮演里奥·斯派西曼医生（Dr. Leo Spaceman）的克里斯·帕内尔（Chris Parnell）等。

## 反响

### 专业评价
根据Metacritic上收集的31份本季节目评价文章，其中有21份给出好评，2份差份，8份褒贬不一，平均得分67，这标志着本剧获得了普遍好评。《试播集》获得了普遍的好评，但《华盛顿邮报》的马克·D·阿兰（Marc D. Allan）认为第一个月的节目并不是每集都好笑，只有在“过了几集，当编剧们发现节目的核心应该是忙个不停的《女生秀》首席编剧丽兹·莱蒙，和盛气凌人公司副总裁杰克·唐纳吉之间的推来拉去后，这部剧集才找到了它的节奏。”《娱乐周刊》的亨利·戈德布拉特（Henry Goldblatt）称《我为喜剧狂》是最优秀的情景喜剧，他认为《恶战》和《分手》是这季表现最好的两集，并总体上给予这季“A”级评价。
IGN网站的克里斯托夫·蒙菲特（Christopher Monfette）认为第一季拥有“完善的剧本和爆笑的表演”，观看这季中众角色的成长和发展令人有耳目一新之感，他给予本季的评分为8（最高为10）。UGO娱乐的凯尔·布劳恩（Kyle Braun）称这一季一开始时的表现并不是最出色的，但“如今该节目已经找到了自己的观众群”，其所带来的足够欢笑也是不容忽视并值得肯定的。他还将节目与《发展受阻》作了一番比较。美国在线电视小队的安娜·强斯（Anna Johns）表示自己“特别喜欢这一季的后三分之二，蒂娜·菲和崔西·摩根进入了自己的角色，一众配角和故事情节的表现出现好转之后”。完成6集后，全国广播公司于2006年12月1日决定续订完《我为喜剧狂》的第一季，一共21集。

### 收视率
《我为喜剧狂》的试播集于东部标准时间星期三20:00在美国首播时有813万户家庭观看，在18-49岁人群中收获了2.9 / 8的收视率，这意味着全美18-49岁年龄段人群中有2.9%观看了这集节目的首播，而当时有看电视的这个年龄段观众群里则有8%选择收看《试播集》，这个成绩可以在该时段所有电视节目中排到第3名。由于之后连续3集的收视成绩欠佳，其中最低的一集只有约461万户家庭观看，全国广播公司决定把节目的播出时间调整为星期四21:30，并于2006年11月16日首次实行。而另一个收视率更低的喜剧也随之停播，之后予以取消。第5集《杰克托尔》是本剧在星期四晚上播出的第一集，有519万户家庭收看。这以后《我为喜剧狂》一度维持在平均550万户家庭左右的收视率，但《恶战》又陷入了约460万户家庭观看的收视低谷，是这一季观看人数最少的一集，后来的几集收视成绩都好过《恶战》，全国广播公司又将节目播出时间调整到星期四晚上21:00，这一时段播出的第一集是《焰火》，节目播出时间也从30分钟延长到了40分钟，吸引了537万户家庭观看。这一季的最后4集都是在这一时段播出的，其中最后一集《裂缝》有472万户家庭收看。《我为喜剧狂》的21集在美国首播时平均每集有580万户家庭观看，根据尼尔森收视率调查的数据，这一季在2006至2007年美国电视季度的142个黄金时段时间中收视率名列第102位。

### 所获奖项
《我为喜剧狂》的第1季一共赢得了10项艾美奖提名，并成功拿下黄金时段艾美奖杰出喜剧剧集奖，伊莲妮·斯楚奇在《裂缝》中的客串演出为她赢得了一座杰出喜剧客串女演员奖，斯科特·艾利斯因《分手》获杰出喜剧剧集导演奖提名，罗伯特·卡洛克因《杰克托尔》获杰出喜剧剧集编剧奖提名，亚历克·鲍德温和蒂娜·菲分别获得杰出喜剧剧集男、女主角奖提名，菲还因《崔西演柯南》获杰出喜剧剧集编剧奖提名。
《恶战》一共获得了3个奖项提名，最终有一项获奖。杰夫·里士满（Jeff Richmond）获得了一项艾美奖杰出原创主题音乐提名。编剧马特·哈伯德获得美国编剧工会奖最佳喜剧剧集提名。《恶战》还获得了黄金时段艾美奖杰出喜剧剧集奖提名并成功胜出。混音师格里芬·理查森（Griffin Richardson）因《企业挤压》获杰出半小时长喜剧、正剧及动画类混音创意艺术奖提名。
亚当·伯恩斯坦因执导《试播集》获美国导演工会杰出喜剧剧集导演奖提名，《相亲》获得了第18届同性恋反诽谤联盟媒体奖的一项无常规同性恋角色类杰出单集剧集奖提名。亚历克·鲍德温拿下了金球奖音乐剧/喜剧类最佳电视剧男主角奖。

## 剧集
| 本季集数 | 剧集总集数 | 片名           | 导演              | 编剧                       | 美国观众数 | 首播日期       | 制作代码 |
| --- | ---------- | -------------- | ----------------- | -------------------------- | ---------- | -------------- | -------- |
| 1 | 1          | 试播集         | 亚当·伯恩斯坦     | 蒂娜·菲                    | 8.1        | 2006年10月11日 | 101      |
| 丽兹·莱蒙是全国广播公司真人喜剧小品《女生秀》的首席编剧，她的新上司杰克·唐纳吉一上任就给了一个难题：请电影明星崔西·乔丹加入这个节目。 |            |                |                   |                            |            |                |          |
| 2 | 2          | 后果           | 亚当·伯恩斯坦     | 蒂娜·菲                    | 5.7        | 2006年10月18日 | 102      |
| 杰克把《女生秀》更名为《与崔西·乔丹》，节目原来的女主角简娜·玛隆妮认为这会导致自己的关注度下降而不满。丽兹·莱蒙竭力让每个人都满意，最后崔西请大家一起到游艇上聚会，只是这条游艇却不是他的。                                                                     |            |                |                   |                            |            |                |          |
| 3 | 3          | 相亲           | 亚当·伯恩斯坦     | 约翰·瑞吉                  | 6.0        | 2006年10月25日 | 103      |
| 杰克认为丽兹私生活太过单调，所以安排她和自己的一位朋友相亲。杰克开始参加编剧们的扑克之夜赌博，一开始不断赢钱，直到后来发现杂工跟班肯尼斯·帕塞尔原来是个深藏不露的高手。                                                                                         |            |                |                   |                            |            |                |          |
| 4 | 4          | 作家杰克       | 盖尔·曼库索       | 罗伯特·卡洛克              | 4.6        | 2006年11月1日  | 104      |
| 杰克决定加入到编剧们的工作行列中，但他的在场只是让其他人的创作受到干扰。丽兹试图说明自己的助理施乐·泽洛克斯穿得保守一点，不要总是身着充满性暗示的服装在办公室走来走去，让一众男同事都无心工作。崔西开始让杂工跟班肯尼斯为自己“工作”，只是这实在不容易。         |            |                |                   |                            |            |                |          |
| 5 | 5          | 杰克托尔       | 唐·斯卡迪诺       | 罗伯特·卡洛克              | 5.2        | 2006年11月16日 | 105      |
| 杰克要求编剧们把通用电气的产品置入到节目中，丽兹建议杰克自己上镜头为产品作宣传。两位编剧设计捉弄了简娜，丽兹怀疑崔西是不是不识字所以不去看台词的提示卡片。 |            |                |                   |                            |            |                |          |
| 6 | 6          | 杰克遇上丹尼斯 | 胡安·J·坎帕内利亚 | 杰克·布迪特                | 6.0        | 2006年11月30日 | 106      |
| 丽兹和前男友丹尼斯·达菲（Dennis Duffy）又开始交往，杰克对此深不以为然。崔西因一本杂志称自己“正常”而愤怒不已，决定要打破这一印象。简娜开始担心自己太老了，因为杰克曾问起过她的年龄。                                                                                         |            |                |                   |                            |            |                |          |
| 7 | 7          | 崔西演柯南     | 亚当·伯恩斯坦     | 蒂娜·菲                    | 6.8        | 2006年12月7日  | 107      |
| 杰克把原定由简娜参加的深夜谈话节目《柯南·奥布莱恩深夜秀》改为由崔西参加，而崔西这时偏偏吃错了错，开始出现一些非常古怪的举动，丽兹和制片人皮特想方设法给他买来了药服下，但他一上台就睡着了。                                                                     |            |                |                   |                            |            |                |          |
| 8 | 8          | 分手           | 斯科特·艾利斯     | 布雷特·贝尔和戴夫·芬克尔   | 5.9        | 2006年12月14日 | 108      |
| 丽兹决定和丹尼斯分手，但事实又证明她实在缺乏找男人的本事。崔西和图弗产生了冲击，最终双双被送去参加敏感性训练，杰克则正与某位“布什政府中的高级别非裔官员”约会。                                                                                                  |            |                |                   |                            |            |                |          |
| 9 | 9          | 幼儿节目       | 迈克尔·英格勒     | 杰克·布迪特                | 5.9        | 2007年1月4日   | 109      |
| 施乐订婚后打算做“妙龄辣妈”，这让丽兹开始考虑结婚生子。杰克控制欲很强的妈妈打算搬来同住，这让他头疼不已。崔西对乔什模仿自己感到非常不满。 |            |                |                   |                            |            |                |          |
| 10 | 10         | 乡村陪审员     | 贝丝·麦卡锡-米勒  | 马特·哈伯德                | 6.1        | 2007年1月11日  | 110      |
| 简娜出演的独立制作电影《乡村陪审员》上映了，但丽兹看后觉得不怎么样，两人的友谊因此出现危机。崔西·乔丹在经济上遇到麻烦，于是为一种碎肉机代言宣传。 |            |                |                   |                            |            |                |          |
| 11 | 11         | 头与头发       | 盖尔·曼库索       | 蒂娜·菲和约翰·瑞吉         | 5.0        | 2007年1月18日  | 111      |
| 丽兹和简娜经常在电梯里遇到两个男生，并对他们产生了兴趣，用“头”和“头发”来指代两人。副总裁杰克和杂工跟班肯尼斯交换彼此的工作一天，崔西请弗兰克和图弗在一天时间里完成自己的传记。                                                                                  |            |                |                   |                            |            |                |          |
| 12 | 12         | 黑领带         | 唐·斯卡迪诺       | 凯·加农和蒂娜·菲           | 5.7        | 2007年2月1日   | 112      |
| 杰克和丽兹一起出席一位外国王子的生日聚会，并遇到了杰克的前妻。崔西试图说服皮特背叛太太，好好享受人生。 |            |                |                   |                            |            |                |          |
| 13 | 13         | 熬夜           | 迈克尔·英格勒     | 蒂娜·菲                    | 5.2        | 2007年2月8日   | 113      |
| 情人节到了，众剧组成员为此又熬夜加班。丽兹意外收到一位神秘仰慕者的鲜花和礼物，杰克和前妻比安卡正式离婚，崔西打算和夫人度过一个浪漫的夜晚，皮特忘了这天是情人节，还是老婆的生日，众编剧还鼓励肯尼斯去追求施乐。                                                  |            |                |                   |                            |            |                |          |
| 14 | 14         | C开头的那个词  | 亚当·伯恩斯坦     | 蒂娜·菲                    | 5.0        | 2007年2月15日  | 114      |
| 丽兹受到同事的批评，称她太不体谅属下，于是她试着做一个好上司。杰克带崔西去参加一场高尔夫球活动，希望能给通用电气总裁唐·盖斯留下好印象，但崔西莫名认为自己受到了污辱，并决定玩上一场“真心话大冒险”。                                                             |            |                |                   |                            |            |                |          |
| 15 | 15         | 恶战           | 唐·斯卡迪诺       | 马特·哈伯德                | 4.6        | 2007年2月22日  | 115      |
| 乔什·吉拉德的合约到期了，所以需要就新的合约条款进行洽谈，而杰克则打算削减乔什的薪水来省钱，丽兹发现乔什试图加入一个竞争节目，于是决定帮助杰克。崔西·乔丹让肯尼斯成为自己的随从，简娜则因接受采访时听错了对方的提问而引来了抗议。                                |            |                |                   |                            |            |                |          |
| 16 | 16         | 源头奖         | 唐·斯卡迪诺       | 罗伯特·卡洛克和黛茜·嘉德纳 | 5.7        | 2007年3月1日   | 116      |
| 杰克请一位说唱音乐制作人来帮忙处理自己买下的劣质香槟，崔西因此而不情不景地去主持一个源头奖。丽兹想要和一位黑人分手，但又不希望被当成种族主义者。 |            |                |                   |                            |            |                |          |
| 17 | 17         | 战斗的爱尔兰人 | 丹尼·戈登         | 杰克·布迪特                | 5.2        | 2007年3月8日   | 117      |
| 杰克长年未见的兄弟艾迪来访，称老父吉米已经去世。丽兹获命解雇自己十分之一的部下，于是开始利用这一权力把自己中意男生的现状女友开除。崔西·乔丹根据律师的建议，决定要找一个宗教来作为自己的信仰。                                                                   |            |                |                   |                            |            |                |          |
| 18 | 18         | 焰火           | 贝丝·麦卡锡-米勒  | 布雷特·贝尔和戴夫·芬克尔   | 5.4        | 2007年4月5日   | 118      |
| 本在洛杉矶办公的另一位副总裁突然来到纽约，杰克担心这会对自己的事业前景构成威胁，发现对方是同性恋且对杂工跟班肯尼斯·帕塞尔“一见钟情”后，杰克派肯尼斯去勾引对方。崔西意外发现自己是美国国父托马斯·杰弗逊的直系后代，而丽兹·莱蒙为了接近意中人而假装有严重的酒瘾。 |            |                |                   |                            |            |                |          |
| 19 | 19         | 企业挤压       | 唐·斯卡迪诺       | 约翰·瑞吉                  | 5.1        | 2007年4月12日  | 119      |
| 丽兹开始和弗洛伊德约会后变得很开心，杰克也与一位名叫菲比的佳士得拍卖行艺术品交易商交往。崔西·乔丹打算拍一部以先祖托马斯·杰弗逊为题材的电影《杰弗逊》，希望能找公司CEO唐·盖斯注资。                                                                              |            |                |                   |                            |            |                |          |
| 20 | 20         | 克利夫兰       | 保罗·费格         | 杰克·布迪特和罗伯特·卡洛克 | 5.2        | 2007年4月19日  | 120      |
| 丽兹的男友弗洛伊德没能获得盼望的升职，于是决定回故乡克利夫兰，希望丽兹随他同去。崔西认为有一个“黑十字军”在迫害自己，于是仓皇逃离纽约，杰克开始准备和菲比的婚礼。                                                                                                |            |                |                   |                            |            |                |          |
| 21 | 21         | 裂缝           | 唐·斯卡迪诺       | 蒂娜·菲                    | 4.7        | 2007年4月26日  | 121      |
| 《与崔西·乔丹》本季结局临近，丽兹一来对崔西不知所踪忧心如焚，二来也努力维持着和远在克利夫兰男友的感情。崔西想回城里，但被杂工跟班肯尼斯的堂兄绑架。杰克母亲的到来搅黄了他的婚事。                                                                               |            |                |                   |                            |            |                |          |